# Загадка кубачинского браслета
«Загадка кубачинского браслета» — советский фильм 1982 года режиссёра Рафаэля Гаспарянца, лирическая комедия по мотивам автобиографической повести дагестанского писателя Ахмедхана Абу-Бакара «Браслет с камнями».

## Сюжет
1950-е годы. На учёбу в Москву в Литературный институт из дагестанского села Кубачи презжает Мурад, здесь он встречает Саиду, которая, как оказывается, тоже родом из того же села. Молодые люди женятся, но вскоре узнают, что их семьи враждуют уже много лет — между их отцами, Сабуром и Омаром, кубачинскими мастерами-златокузнецами, вышел спор… Теперь, чтобы быть вместе Мураду и Саиде нужно положить конец тому спору.

## В ролях
- Леван Учанейшвили — Мурад
- Лика Кавжарадзе — Саида
- Бимболат Ватаев — певец Мурад
- Валерия Хугаева — мать Саиды
- Барасби Мулаев — Ибрагим
- Ванати Алиев — Муса
- Дагун Омаев — Самур
- Ахьяд Гайтукаев — Оман
- Руслан Фиров — представитель райкома
- Земфира Галазова — мать Мурада
- Темина Туаева — Манаба, сестра Саиды
- Коста Бирагов — Абдула, брат Саиды
- Наталья Казначеева — Таня, подруга Саиды
- Айгум Айгумов — редактор газеты
- Борис Кеворков — профессор
- Юрий Саранцев — милиционер

## Песня из фильма
В фильме звучит специально для него написанная песня «Все слова любви» (музыка Мурада Кажлаева, на стихи поэта Бориса Дубровина) исполняют Анна Широченко и Леонид Серебренников.

## Фестивали и награды
- 1983 — Всесоюзный фестиваль телевизионных фильмов — приз «за поэтическую разработку жанра лирической комедии».